# Andrea da Ratisbona
Andrea da Ratisbona, detto il Livio bavarese (Reichenbach, 1380 – Ratisbona, 1444), è stato uno storico tedesco.
Agostiniano dal 1401, fu decano del complesso conventuale benedettino di San Magno a Ratisbona. Scrisse una Chronica pontificum et imperatorum (1438), una Chronica Husitarunm (1429), una Chronica de principibus terrae Bavarorum (1428).
| Controllo di autorità | VIAF (EN) 279838932 · ISNI (EN) 0000 0003 8704 8826 · SBN BVEV087290 · CERL cnp00961434 · LCCN (EN) n98065084 · GND (DE) 11951737X · CONOR.SI (SL) 232170595 |